# Allergeni alimentari
Vengono definiti allergeni alimentari, dai legislatori e nell'uso comune, alimenti o loro componenti che possono scatenare reazioni immuno-mediate.
La definizione è ambigua e scientificamente controversa riferendosi nelle norme di alcuni paesi anche alla celiachia ed alle reazioni avverse ai solfiti.
Si tratta quindi di alimenti o loro ingredienti, considerati dalle norme allergenici, non specificatamente di allergeni.
Gli allergeni, propriamente detti, sono proteine o peptidi responsabili della allergenicità degli alimenti o ingredienti allergenici.
Nelle norme che regolano la presenza ed etichettatura di alimenti o ingredienti potenzialmente allergenici non vengono considerati apteni, preapteni e proapteni, come il nichel o aromi come il balsamo del Perù.

## Principali alimenti allergenici
Gli alimenti o loro ingredienti allergenici di cui è più alto il rischio di reazioni immuno-mediate, anche gravi, sono:

### Uova
L'uovo è una delle principali cause di reazioni avverse nei neonati a cui possono essere esposti sia consapevolmente che inconsapevolmente.
Le uova di gallina sono composte da circa 60% albume 30% tuorlo.
L'albume contiene circa un 10% di proteine.
Gli allergeni principali si trovano nell'albume d'uovo: ovomucoide, ovoalbumina, ovotransferrina (chiamato anche conalbumina) e lisozima.
Gli anticorpi IgE specifici dell'albume sono di solito i primi di apparire nei bambini che sviluppano malattia atopica.
L'allergia all'uovo è considerata uno delle più comuni cause di reazioni IgE mediate nell'alimentazione di lattanti e bambini. Gli anticorpi IgE specifici dell'albume sono stati trovati in più del 65% dei bambini con eczema e sintomi delle vie respiratorie.
L'albume d'uovo è spesso responsabile di sviluppo precoce di orticaria ed eczema durante l'infanzia.

### Latticini
Il latte vaccino è una delle principali cause di reazioni avverse nei neonati a cui possono essere esposti sia consapevolmente che inconsapevolmente.
Le principali proteine allergeniche del latte sono: caseine, alfa-lattoalbumina e beta-lattoglobulina. Le caseine sono allergeni stabili rispetto al calore prodotto nei tipici processi di pastorizzazione.
Il latte vaccino è una delle principali cause di reazioni avverse nei neonati con prevalenza 0,5 – 7,5%. L'asma indotta da latte di mucca è spesso osservato in infanti con ipersensibilità alimentare così come rinocongiunctiviti e a volte anche otite media sierosa. 
Gli anticorpi di IgE al latte si possono sviluppare prima dell'inizio delle manifestazioni cliniche dell'allergia; cosa che indica come le misurazioni in vitro possano essere buone strumenti predittivi. È stata segnalata una correlazione dei livelli di anticorpi IgE specifici per latte con lo sviluppo della tolleranza al latte.
I sintomi nei neonati si manifestano solitamente a livello gastrointestinale e dermatologico, con un eczema che spesso appare precocemente. Perdurando l'allergia al latte, i sintomi cutanei con l'età possono diminuire mentre quelli respiratori e gastrointestinali possono aumentare. Gli infanti con precoce sensibilizzazione alle proteine del latte di mucca hanno un rischio aumentato per il successivo sviluppo di altre allergie alimentari e la sensibilizzazione agli allergeni inalati.

### Arachidi
Le arachidi, Arachis hypogaea, sono una causa significativa di grave allergia alimentare negli adulti e nei bambini. Allergia all'arachide di solito inizia nell'infanzia e a differenza di altre allergie alimentari spesso persiste durante la vita dell'individuo interessato. Soltanto in circa il 20% dei bambini piccoli si svilupperà la tolleranza.
Reazioni allergiche alle arachidi possono essere da lievi a moderate, ma rispetto alle reazioni ad altri allergeni alimentari è più alto il rischio di reazioni gravi o anche fatali. Associate all'allergia alle arachidi sono stati segnalate: dermatite atopica, angioedema, asma, diarrea, nausea, vomito e anafilassi. L'orticaria può essere il sintomo più comune. Anche se non segnalato frequentemente, l'asma può essere una caratteristica significativa dell'allergia all'arachide. Può essere utile cercare l'allergia alle arachidi in tutti i bambini con asma severa. La polvere di arachidi può agire come un allergene anche se inalata.

### Soia
La soia, genere Glycine, è una fonte importante di proteine per chi adotta una dieta vegetariana e l'olio di soia è uno tra i più diffusi e consumati.
Mentre tracce di allergeni sono praticamente assenti negli oli raffinati in altri prodotti alimentari derivati dalla soia è stata rilevata la presenza di diversi componenti antigeniche con una notevole reattività crociata con altri membri della famiglia delle leguminose. C'è un dibattito in corso sull'uso del latte di soia come sostituto sicuro per i bambini con allergia al latte vaccino. Le reazioni allergiche alla soia sono prevalentemente gastrointestinali e dermatologiche, ma includono anche l'asma così come le reazioni allergiche gravi anche con esiti letali.

### Grano
Il grano è uno dei principali cereali appartenenti alla famiglia delle graminacee ed un alimento base nella maggior parte delle diete del mondo.
Ci sono molti e diversi tipi di grano, ma il Triticum aestivum è di gran lunga il più importante delle specie occidentali.
Le principali proteine del grano (albumine, globuline e glutine) variano in proporzione a seconda del tipo di grano. Questa variabilità è uno dei motivi per cui le reazioni ai diversi prodotti di grano non sono omogenee.
Il grano è tra i più importanti prodotti alimentari che presentano reazioni allergiche IgE mediate nei bambini.
Le reazioni allergiche alle proteine del grano ingerite si manifestano a livello gastrointestinale, respiratorio e cutaneo. Le reazioni si verificano in genere entro un'ora dall'ingestione. Gli individui affetti di solito sono sensibilizzati durante l'infanzia e la reattività clinica in genere si risolve prima dell'età adulta.
L'esposizione al grano può anche causare diverse reazioni anafilattiche potenzialmente letali. Viene riportata anche una Anafilassi Grano-Dipendente Indotta dall'Esercizio fisico (WDEIA); una grave reazione allergica IgE-mediata provocata dalla combinazione dell'ingestione di grano o di farina di frumento e intenso esercizio fisico nelle ore immediatamente successive.

### Pesci
Il merluzzo, Gadus morhua, è uno degli alimenti più importanti e diffusi nel mondo. Viene venduto fresco, congelato, affumicato, salato ed in scatola.
I pazienti allergici al pesce spesso hanno sintomi drammatici, come l'asma o reazioni anafilattiche. Alcuni pazienti allergici a un pesce possono tollerare altre specie di pesci.
Le reazioni allergiche al pesce sono una causa comune di allergia alimentare. È stata riscontrata una prevalenza da circa il 10% a circa il 40% nelle popolazioni atopiche. In Norvegia l'allergia ai pesci inciderebbe sull'1/1000 della popolazione. Mentre molti bambini superano l'allergia al latte di vacca ed al bianco d'uovo, coloro che sono allergici al pesce spesso restano ipersensibili anche per tutta la vita.
Le reazioni agli allergeni del pesce sono spesso gravi. Sono segnalate in diversi studi reazioni sistemiche dopo aver mangiato pesce, ma anche dopo l'inalazione di vapore o aerosol in relazione alla cottura o dopo la manipolazione e contatto con la pelle.
I pazienti estremamente sensibili hanno subito shock anafilattico per aver mangiato cibi cotti in olio di cottura o quando utensili e contenitori sono stati utilizzati in precedenza per cucinare il pesce.
L'allergia si può manifestare per tutte le specie di pesci o per alcune specie, mentre altre sono tollerate. Questo fa pensare che si tratti di allergie specie-specifiche.

### Crostacei
I crostacei, in particolare gamberi (Pandalus borealis), gamberetti, gamberoni, ecc. della famiglia Crangonidae, sono considerati cibi potentemente allergenici. Sono causa di allergie sia alimentari che occupazionali, per chi lavora a loro contatto.
L'allergia ai crostacei che si manifesta nell'infanzia difficilmente recede con lo sviluppo di una tolleranza.
La allergia ai crostacei è causa comune di anafilassi tra gli adulti. Sono state segnalate altre reazioni: orticaria, angioedema, sintomi respiratori e problemi gastrointestinali.

### Frutta a guscio
La frutta a guscio, specialmente di Corylaceae (nocciole, noci, mandorle, pistacchi ecc.), è una causa comune di allergia alimentare. La sensibilizzazione allergica può verificarsi molto presto nella vita. L'allergia ai frutti a guscio ed in particolare alle nocciole può dare gravi reazioni anafilattiche. L'allergia alla nocciola è osservata frequentemente in pazienti con allergia al polline di Betulaceae, come la betulla.
I sintomi di allergia alimentare in pazienti allergici al polline sono generalmente lievi e limitati alla cavità orale. L'allergia alle nocciole senza concomitante allergia al polline è meno comune, ma i sintomi tendono ad essere più severi e spesso sono sistemici.
L'allergia ai frutta a guscio (noce, nocciola, noce del Brasile, noce pecan) spesso ha esordio nei primi anni di vita e generalmente persiste.

## Obbligo di comunicazione
Molte norme nazionali e sovranazionali negli ultimi anni hanno fissato restrizioni ed obblighi di etichettatura degli alimenti preconfezionati concernenti il rischio di reazioni avverse, soprattutto immunologiche, agli alimenti. Il Codex Alimentarius specifica che gli alimenti o ingredienti di cui è noto che causino ipersensibilità devono sempre essere dichiarati.
La definizione di cosa è un alimento allergenico non è armonizzata e obblighi e restrizioni possono cambiare da paese a paese.
L'obbligo precauzionale di comunicare in etichetta il rischio della presenza dei principali allergenici è ormai presente quasi ovunque, in alcuni casi solo quando la concentrazione supera una certa soglia.
| Restrizioni ed obblighi di etichettatura degli alimenti allergenici | Restrizioni ed obblighi di etichettatura degli alimenti allergenici | Restrizioni ed obblighi di etichettatura degli alimenti allergenici | Restrizioni ed obblighi di etichettatura degli alimenti allergenici | Restrizioni ed obblighi di etichettatura degli alimenti allergenici | Restrizioni ed obblighi di etichettatura degli alimenti allergenici | Restrizioni ed obblighi di etichettatura degli alimenti allergenici | Restrizioni ed obblighi di etichettatura degli alimenti allergenici | Restrizioni ed obblighi di etichettatura degli alimenti allergenici | Restrizioni ed obblighi di etichettatura degli alimenti allergenici | Restrizioni ed obblighi di etichettatura degli alimenti allergenici |
| Alimenti allergenici                                                | EU                                                                  | USA                                                                 | Giappone                                                            | Cina                                                                | Canada                                                              | Australia Nuova Zelanda                                             | Hong Kong                                                           | Corea                                                               | Taiwan                                                              | Argentina                                                           |
| ------------------------------------------------------------------- | ------------------------------------------------------------------- | ------------------------------------------------------------------- | ------------------------------------------------------------------- | ------------------------------------------------------------------- | ------------------------------------------------------------------- | ------------------------------------------------------------------- | ------------------------------------------------------------------- | ------------------------------------------------------------------- | ------------------------------------------------------------------- | ------------------------------------------------------------------- |
| Crostacei                                                           | X                                                                   | X                                                                   | X                                                                   | X                                                                   | X                                                                   | X                                                                   | X                                                                   | X                                                                   | X                                                                   | X                                                                   |
| Uova                                                                | X                                                                   | X                                                                   | X                                                                   | X                                                                   | X                                                                   | X                                                                   | X                                                                   | X                                                                   | X                                                                   | X                                                                   |
| Pesci                                                               | X                                                                   | X                                                                   |                                                                     | X                                                                   | X                                                                   | X                                                                   | X                                                                   | X                                                                   |                                                                     | X                                                                   |
| Latte                                                               | X                                                                   | X                                                                   | X                                                                   | X                                                                   | X                                                                   | X                                                                   | X                                                                   | X                                                                   | X                                                                   | X                                                                   |
| Arachidi                                                            | X                                                                   | X                                                                   | X                                                                   | X                                                                   | X                                                                   | X                                                                   | X                                                                   | X                                                                   | X                                                                   | X                                                                   |
| Soia                                                                | X                                                                   | X                                                                   |                                                                     | X                                                                   | X                                                                   | X                                                                   | X                                                                   | X                                                                   |                                                                     | X                                                                   |
| Frutta a guscio                                                     | X                                                                   | X                                                                   |                                                                     | X                                                                   | X                                                                   | X                                                                   | X                                                                   |                                                                     |                                                                     | X                                                                   |
| Grano                                                               | X                                                                   | X                                                                   | X                                                                   | X                                                                   | X                                                                   | X                                                                   | X                                                                   | X                                                                   |                                                                     | X                                                                   |
| Cereali con glutine                                                 | X                                                                   |                                                                     |                                                                     | X                                                                   | X                                                                   | X                                                                   | X                                                                   |                                                                     |                                                                     | X                                                                   |
| Grano saraceno                                                      |                                                                     |                                                                     | X                                                                   | X                                                                   |                                                                     |                                                                     |                                                                     | X                                                                   |                                                                     |                                                                     |
| Sedano                                                              | X                                                                   |                                                                     |                                                                     |                                                                     |                                                                     |                                                                     |                                                                     |                                                                     |                                                                     |                                                                     |
| Lupino                                                              | X                                                                   |                                                                     |                                                                     |                                                                     |                                                                     |                                                                     |                                                                     |                                                                     |                                                                     |                                                                     |
| Molluschi - Frutti di mare                                          | X                                                                   |                                                                     |                                                                     | X                                                                   | X                                                                   | X                                                                   |                                                                     |                                                                     |                                                                     |                                                                     |
| Senape                                                              | X                                                                   |                                                                     |                                                                     |                                                                     | X                                                                   |                                                                     |                                                                     |                                                                     |                                                                     |                                                                     |
| Sesamo                                                              | X                                                                   |                                                                     |                                                                     |                                                                     | X                                                                   | X                                                                   |                                                                     |                                                                     |                                                                     |                                                                     |
| Solfiti                                                             | X                                                                   | X                                                                   |                                                                     |                                                                     | X                                                                   | X                                                                   | X                                                                   |                                                                     |                                                                     | X                                                                   |
| Propoli                                                             |                                                                     |                                                                     |                                                                     |                                                                     |                                                                     | X                                                                   |                                                                     |                                                                     |                                                                     |                                                                     |
| Pappa reale                                                         |                                                                     |                                                                     |                                                                     |                                                                     |                                                                     | X                                                                   |                                                                     |                                                                     |                                                                     |                                                                     |
| Mango                                                               |                                                                     |                                                                     |                                                                     |                                                                     |                                                                     |                                                                     |                                                                     |                                                                     | X                                                                   |                                                                     |
| Pesca                                                               |                                                                     |                                                                     |                                                                     |                                                                     |                                                                     |                                                                     |                                                                     | X                                                                   |                                                                     |                                                                     |
| Maiale                                                              |                                                                     |                                                                     |                                                                     |                                                                     |                                                                     |                                                                     |                                                                     | X                                                                   |                                                                     |                                                                     |
| Pomodoro                                                            |                                                                     |                                                                     |                                                                     |                                                                     |                                                                     |                                                                     |                                                                     | X                                                                   |                                                                     |                                                                     |
| Lattice – gomma                                                     |                                                                     |                                                                     |                                                                     |                                                                     |                                                                     |                                                                     |                                                                     |                                                                     |                                                                     |                                                                     |
| Alimenti allergenici                                                | Bolivia                                                             | Brasile                                                             | Cile                                                                | Colombia                                                            | Costa Rica                                                          | Cuba                                                                | Mexico                                                              | Nicaragua                                                           | Sud Africa                                                          | Venezuela                                                           |
| Crostacei                                                           | X                                                                   | X                                                                   | X                                                                   | X                                                                   | X                                                                   | X                                                                   | X                                                                   | X                                                                   | X                                                                   | X                                                                   |
| Uova                                                                | X                                                                   | X                                                                   | X                                                                   | X                                                                   | X                                                                   | X                                                                   | X                                                                   | X                                                                   | X                                                                   | X                                                                   |
| Pesci                                                               | X                                                                   | X                                                                   | X                                                                   | X                                                                   | X                                                                   | X                                                                   | X                                                                   | X                                                                   | X                                                                   | X                                                                   |
| Latte                                                               | X                                                                   | X                                                                   | X                                                                   | X                                                                   | X                                                                   | X                                                                   | X                                                                   | X                                                                   | X                                                                   | X                                                                   |
| Arachidi                                                            | X                                                                   | X                                                                   | X                                                                   | X                                                                   | X                                                                   | X                                                                   | X                                                                   | X                                                                   | X                                                                   | X                                                                   |
| Soia                                                                | X                                                                   | X                                                                   | X                                                                   | X                                                                   | X                                                                   | X                                                                   | X                                                                   | X                                                                   | X                                                                   | X                                                                   |
| Frutta a guscio                                                     | X                                                                   | X                                                                   | X                                                                   | X                                                                   | X                                                                   | X                                                                   | X                                                                   | X                                                                   | X                                                                   | X                                                                   |
| Grano                                                               | X                                                                   | X                                                                   | X                                                                   | X                                                                   | X                                                                   | X                                                                   | X                                                                   | X                                                                   | X                                                                   | X                                                                   |
| Cereali con glutine                                                 | X                                                                   | X                                                                   | X                                                                   | X                                                                   | X                                                                   | X                                                                   | X                                                                   | X                                                                   |                                                                     | X                                                                   |
| Grano saraceno                                                      |                                                                     |                                                                     |                                                                     |                                                                     |                                                                     |                                                                     |                                                                     |                                                                     |                                                                     |                                                                     |
| Sedano                                                              |                                                                     |                                                                     |                                                                     |                                                                     |                                                                     |                                                                     |                                                                     |                                                                     |                                                                     |                                                                     |
| Lupino                                                              |                                                                     |                                                                     |                                                                     |                                                                     |                                                                     |                                                                     |                                                                     |                                                                     |                                                                     |                                                                     |
| Molluschi – Frutti di mare                                          |                                                                     |                                                                     |                                                                     |                                                                     |                                                                     |                                                                     |                                                                     |                                                                     | X                                                                   |                                                                     |
| Senape                                                              |                                                                     |                                                                     |                                                                     |                                                                     |                                                                     |                                                                     |                                                                     |                                                                     |                                                                     |                                                                     |
| Sesamo                                                              |                                                                     |                                                                     |                                                                     |                                                                     |                                                                     |                                                                     |                                                                     |                                                                     |                                                                     |                                                                     |
| Solfiti                                                             | X                                                                   | X                                                                   | X                                                                   | X                                                                   | X                                                                   | X                                                                   | X                                                                   | X                                                                   |                                                                     | X                                                                   |
| Propoli                                                             |                                                                     |                                                                     |                                                                     |                                                                     |                                                                     |                                                                     |                                                                     |                                                                     |                                                                     |                                                                     |
| Pappa reale                                                         |                                                                     |                                                                     |                                                                     |                                                                     |                                                                     |                                                                     |                                                                     |                                                                     |                                                                     |                                                                     |
| Mango                                                               |                                                                     |                                                                     |                                                                     |                                                                     |                                                                     |                                                                     |                                                                     |                                                                     |                                                                     |                                                                     |
| Pesca                                                               |                                                                     |                                                                     |                                                                     |                                                                     |                                                                     |                                                                     |                                                                     |                                                                     |                                                                     |                                                                     |
| Maiale                                                              |                                                                     |                                                                     |                                                                     |                                                                     |                                                                     |                                                                     |                                                                     |                                                                     |                                                                     |                                                                     |
| Pomodoro                                                            |                                                                     |                                                                     |                                                                     |                                                                     |                                                                     |                                                                     |                                                                     |                                                                     |                                                                     |                                                                     |
| Lattice – gomma                                                     |                                                                     | X                                                                   |                                                                     |                                                                     |                                                                     |                                                                     |                                                                     |                                                                     |                                                                     |                                                                     |

Nell'Unione europea le etichette di tutti gli alimenti preconfezionati sono regolate dal regolamento UE N. 1169/2011.
Scopo del regolamento è quello di dare ai consumatori informazioni complete sulla composizione dei prodotti con una etichettatura esauriente, anche rispetto al rischio di reazioni avverse dovute all'assunzione di particolari alimenti.
L'elenco di questi alimenti allergizzanti è indicato nell'allegato II.
Le sostanze o prodotti che provocano allergie o intolleranze e che vanno sempre indicati in etichetta sono:
- Cereali contenenti glutine (cioè grano, segale, orzo, avena, farro, kamut o i loro ceppi ibridati) e prodotti derivati, tranne:

a) sciroppi di glucosio a base di grano, incluso destrosio;
b) maltodestrine a base di grano;
c) sciroppi di glucosio a base d'orzo;
d) cereali utilizzati per la fabbricazione di distillati o di alcol etilico di origine agricola per liquori ed altre bevande alcoliche.
- Crostacei e prodotti a base di crostacei.
- Uova e prodotti a base di uova.
- Pesce e prodotti a base di pesce, tranne:

a) gelatina di pesce utilizzata come supporto per preparati di vitamine o carotenoidi;
b) gelatina o colla di pesce utilizzata come chiarificante nella birra e nel vino.
- Arachidi e prodotti a base di arachidi.
- Soia e prodotti a base di soia, tranne:

a) olio e grasso di soia raffinato;
b) tocoferoli misti naturali (E306), tocoferolo D-alfa naturale, tocoferolo acetato D-alfa naturale, tocoferolo succinato D-alfa naturale a base di soia;
c) oli vegetali derivati da fitosteroli e fitosteroli esteri a base di soia;
d) estere di stanolo vegetale prodotto da steroli di olio vegetale a base di soia.
- Latte e prodotti a base di latte (incluso lattosio), tranne:

a) siero di latte utilizzato per la fabbricazione di distillati o di alcol etilico di origine agricola per liquori ed : altre bevande alcoliche;
b) lattitolo.
- Frutta a guscio, cioè mandorle (Amygdalus communis L.), nocciole (Corylus avellana), noci comuni (Juglans regia), noci di anacardi (Anacardium occidentalis), noce pecan (Carya illinoiesis (Wangenh.) K. Koch), noci del Brasile (Bertholletia excelsa), pistacchi (Pistacia vera), noce macadamia (Macadamia ternifolia) e prodotti derivati, tranne:.

a) frutta a guscio utilizzata per la fabbricazione di distillati o di alcol etilico di origine agricola per liquori ed altre bevande alcoliche.
- Sedano e prodotti a base di sedano.
- Senape e prodotti a base di senape.
- Semi di sesamo e prodotti a base di semi di sesamo.
- Anidride solforosa e solfiti in concentrazioni superiori a 10 mg/kg o 10 mg/l espressi come SO2.
- Lupini e prodotti a base di lupini.
- Molluschi e prodotti a base di molluschi.

Nel 2015 dalla commissione europea sono state redatte le linee guida per l'applicazione delle disposizioni in merito all'informazione sulle sostane e prodotti che possono causare allergia o intolleranza nel cibi preconfezionati, non preconfezionati o senza lista ingredienti.
L'obbligo di comunicare la presenza di sostanze o alimenti allergenici vige anche per gli alimenti non preconfezionati.
Nel caso di alimenti non preconfezionati o senza lista ingredienti, non esiste l'obbligo di comunicazione nel caso il nome dell'alimento si riferisca chiaramente ad un alimento allergenico elencato nell'allegato II, un caso tipico di dubbia interpretazione della norma ricade nei latticini e nei formaggi.
L'obbligo di comunicazione si riferisce anche alla presenza di allergeni o allergenizzanti non immediatamente individuabili in certe tipologie di prodotto; ad esempio gelatine con proteine di pesce per addensare gli yogurt o l'albumina utilizzata per chiarificare il vino.
L'obbligo di informare il consumatore si riferisce solo agli allergizzanti inseriti volontariamente nell'alimento.
Per il rischio allergizzanti involontari o di allergeni occulti l'industria alimentare da tempo ha adottato una, non obbligatoria, comunicazione precauzionale.
La comunicazione precauzionale comporta a discrezione del produttore e delle norme nazionali avvertenze del tipo:
- Può contenere (allergene e/o fonte dell'allergene)
- Può contenere tracce di (allergene e/o fonte dell'allergene)
- Prodotto in stabilimenti in cui viene utilizzato (allergene e/o fonte dell'allergene)
- Prodotto in filiere alimentari non separate, in cui viene processato anche (allergene e/o fonte dell'allergene).

## Allergeni alimentari
Qualunque proteina può costituire una fonte allergenica.
La potenziale allergenicità di un determinato alimento può non essere dovuta ad una singola componente proteica, ma alla combinazione di diverse proteine e peptidi.
Sono molti gli allergeni alimentari isolati, purificati e caratterizzati. A fronte di migliaia di allergeni riportati in vari database solo alcuni sono classificati in modo sistematico dall'Unione Internazionale delle Società Immunologiche (IUIS) che ha attribuito loro la nomenclatura poi adottata dall'Organizzazione mondiale della sanità (OMS/WHO).
Per convenzione, gli allergeni nella nomenclatura sistematica IUIS sono designati dalle prime tre lettere del genere e dalla prima lettera della specie secondo il sistema tassonomico di Linneo, con un numero crescente con l'ordine cronologico in cui sono stati identificati e caratterizzati. La nomenclatura definisce anche gli isoallergeni e le varianti. Gli isoallergeni sono 
allergeni da una singola specie, che condividono dimensioni molecolari simili, identica funzione biologica e più del 67% della sequenza aminoacidica (identità di sequenza). Gli isoallergeni sono indicati con l'aggiunta di due suffissi numerici al nome dell'allergene (ad esempio, Ara h 1.01). Una variante è un allergene che mostra un numero limitato di sostituzioni aminoacidiche nella struttura ed è indicato con l'aggiunta di altri due numeri al nome dell'allergene (ad esempio, Ara h 1,0101). I geni che codificano uno specifico allergene sono indicati in corsivo (ad esempio Ara h 1).
| Allergeni alimentari dei più comuni alimenti allergenici classificati dall'IUIS | Allergeni alimentari dei più comuni alimenti allergenici classificati dall'IUIS | Allergeni alimentari dei più comuni alimenti allergenici classificati dall'IUIS | Allergeni alimentari dei più comuni alimenti allergenici classificati dall'IUIS |
| Alimento allergenico                                                            | Allergene alimentare                                                            | Allergene alimentare                                                            | massa molecolare (kDa)                                                          |
| Alimento allergenico                                                            | nomenclatura IUIS                                                               | nome biochimico                                                                 | massa molecolare (kDa)                                                          |
| ------------------------------------------------------------------------------- | ------------------------------------------------------------------------------- | ------------------------------------------------------------------------------- | ------------------------------------------------------------------------------- |
| Arachide, Arachis hypogaea                                                      | Ara h 1                                                                         | Cupina (7S globulina)                                                           | 64                                                                              |
| Arachide, Arachis hypogaea                                                      | Ara h 2                                                                         | Conglutina (2S albumina)                                                        | 17                                                                              |
| Arachide, Arachis hypogaea                                                      | Ara h 3                                                                         | Cupina (tipo-Legumina, 11S globulina, Glicinina)                                | 60, 37 (frammenti)                                                              |
| Arachide, Arachis hypogaea                                                      | Ara h 4                                                                         |                                                                                 |                                                                                 |
| Arachide, Arachis hypogaea                                                      | Ara h 5                                                                         | Profilina                                                                       | 15                                                                              |
| Arachide, Arachis hypogaea                                                      | Ara h 6                                                                         | Conglutina (2S albumina)                                                        | 15                                                                              |
| Arachide, Arachis hypogaea                                                      | Ara h 7                                                                         | Conglutina (2S albumina)                                                        | 15                                                                              |
| Arachide, Arachis hypogaea                                                      | Ara h 8                                                                         | proteine di patogenesi-10, PR-10                                                | 17                                                                              |
| Arachide, Arachis hypogaea                                                      | Ara h 9                                                                         | proteine di trasferimento lipidico tipo 1                                       | 9,8                                                                             |
| Arachide, Arachis hypogaea                                                      | Ara h 10                                                                        | 16oleosina                                                                      | 16                                                                              |
| Arachide, Arachis hypogaea                                                      | Ara h 11                                                                        | 14oleosina                                                                      | 14                                                                              |
| Arachide, Arachis hypogaea                                                      | Ara h 12                                                                        | Defensina                                                                       | 5,184                                                                           |
| Arachide, Arachis hypogaea                                                      | Ara h 13                                                                        | Defensina                                                                       | 5,472                                                                           |
| Arachide, Arachis hypogaea                                                      | Ara h 14                                                                        | Oleosina                                                                        | 17,5                                                                            |
| Arachide, Arachis hypogaea                                                      | Ara h 15                                                                        | Oleosina                                                                        | 17                                                                              |
| Arachide, Arachis hypogaea                                                      | Ara h 16                                                                        | proteine di trasferimento lipidico tipo 2                                       | 8,5                                                                             |
| Arachide, Arachis hypogaea                                                      | Ara h 17                                                                        | proteine di trasferimento lipidico tipo 1                                       | 11                                                                              |
| Latte vaccino, Bos domesticus                                                   | Bos d 4                                                                         | Alfa-lattalbumina                                                               | 14,2                                                                            |
| Latte vaccino, Bos domesticus                                                   | Bos d 5                                                                         | Beta-lattoglobulina                                                             | 18,3                                                                            |
| Latte vaccino, Bos domesticus                                                   | Bos d 6                                                                         | Siero albumina                                                                  | 67                                                                              |
| Latte vaccino, Bos domesticus                                                   | Bos d 7                                                                         | Immunoglobulina                                                                 | 160                                                                             |
| Latte vaccino, Bos domesticus                                                   | Bos d 8                                                                         | Caseine                                                                         | 20-30                                                                           |
| Latte vaccino, Bos domesticus                                                   | Bos d 9                                                                         | alfaS1-caseina                                                                  |                                                                                 |
| Latte vaccino, Bos domesticus                                                   | Bos d 10                                                                        | alfaS2-caseina                                                                  |                                                                                 |
| Latte vaccino, Bos domesticus                                                   | Bos d 11                                                                        | beta-caseina                                                                    |                                                                                 |
| Latte vaccino, Bos domesticus                                                   | Bos d 12                                                                        | kappa-caseina                                                                   |                                                                                 |
| Nocciola, Corylus avellana                                                      | Cor a 1                                                                         | proteine di patogenesi-10                                                       | 17                                                                              |
| Nocciola, Corylus avellana                                                      | Cor a 2                                                                         | Profilina                                                                       | 14                                                                              |
| Nocciola, Corylus avellana                                                      | Cor a 8                                                                         | proteine di trasferimento lipidico tipo 1                                       | 9                                                                               |
| Nocciola, Corylus avellana                                                      | Cor a 9                                                                         | 11S proteine di accumulo dei semi (legumina-like)                               | 40                                                                              |
| Nocciola, Corylus avellana                                                      | Cor a 11                                                                        | 7S globulina di accumulo dei semi(vicilina-like)                                | 48                                                                              |
| Nocciola, Corylus avellana                                                      | Cor a 12                                                                        | 17oelosina                                                                      | 17                                                                              |
| Nocciola, Corylus avellana                                                      | Cor a 13                                                                        | 14-16oleosina                                                                   | 14-16                                                                           |
| Nocciola, Corylus avellana                                                      | Cor a 14                                                                        | 2S albumina                                                                     | 10                                                                              |
| Uovo, Gallus domesticus                                                         | Gal d 1                                                                         | Ovomucoide                                                                      | 28                                                                              |
| Uovo, Gallus domesticus                                                         | Gal d 2                                                                         | Ovalbumina                                                                      | 44                                                                              |
| Uovo, Gallus domesticus                                                         | Gal d 3                                                                         | Ovotransferrina                                                                 | 78                                                                              |
| Uovo, Gallus domesticus                                                         | Gal d 4                                                                         | Lisozima C                                                                      | 14                                                                              |
| Uovo, Gallus domesticus                                                         | Gal d 5                                                                         | Siero albumina                                                                  | 69                                                                              |
| Uovo, Gallus domesticus                                                         | Gal d 6                                                                         | YGP42                                                                           | 35                                                                              |
| Uovo, Gallus domesticus                                                         | Gal d 7                                                                         | Miosina a catena corta 1f                                                       | 22                                                                              |
| Uovo, Gallus domesticus                                                         | Gal d 8                                                                         | Alfa-parvalbumina                                                               | 11,8                                                                            |
| Uovo, Gallus domesticus                                                         | Gal d 9                                                                         | Enolasi                                                                         | 50                                                                              |
| Uovo, Gallus domesticus                                                         | Gal d 10                                                                        | Aldolasi                                                                        |                                                                                 |
| Merluzzo Gadus morhua                                                           | Gad m 1                                                                         | Beta-parvalbumina                                                               | 12                                                                              |
| Merluzzo Gadus morhua                                                           | Gad m 2                                                                         | Beta-enolasi                                                                    | 47,3                                                                            |
| Merluzzo Gadus morhua                                                           | Gad m 3                                                                         | Aldolasi A                                                                      | 40                                                                              |
| Gamberetti, Pandalus borealis                                                   | Pan b 1                                                                         | Tropomiosina                                                                    | 37                                                                              |
| Grano, Triticum aestivum                                                        | Tri a 12                                                                        | Profilina                                                                       | 14                                                                              |
| Grano, Triticum aestivum                                                        | Tri a 14                                                                        | Proteine di trasferimento lipidico 1                                            | 9                                                                               |
| Grano, Triticum aestivum                                                        | Tri a 15                                                                        | Monomeric alfa-amilasi inhibitor 0.28                                           |                                                                                 |
| Grano, Triticum aestivum                                                        | Tri a 18                                                                        | Agglutinina isolectina 1                                                        |                                                                                 |
| Grano, Triticum aestivum                                                        | Tri a 19                                                                        | Omega-5 gliadina, seed storage proteina                                         | 65                                                                              |
| Grano, Triticum aestivum                                                        | Tri a 20                                                                        | Gamma gliadina                                                                  | 35 - 38                                                                         |
| Grano, Triticum aestivum                                                        | Tri a 21                                                                        | alfa-beta-gliadina                                                              |                                                                                 |
| Grano, Triticum aestivum                                                        | Tri a 25                                                                        | Tioredoxina                                                                     |                                                                                 |
| Grano, Triticum aestivum                                                        | Tri a 26                                                                        | Glutenina alto peso molecolare                                                  | 88                                                                              |
| Grano, Triticum aestivum                                                        | Tri a 27                                                                        | Tiol reduttasi omologa                                                          | 27                                                                              |
| Grano, Triticum aestivum                                                        | Tri a 28                                                                        | Alfa-amilasi inibitore dimerico 0.19                                            | 13                                                                              |
| Grano, Triticum aestivum                                                        | Tri a 29                                                                        | Alfa-amilasi inibitore tetramerico CM1/CM2                                      | 13                                                                              |
| Grano, Triticum aestivum                                                        | Tri a 30                                                                        | Alfa-amilasi inibitore tetramerico CM3                                          | 16                                                                              |
| Grano, Triticum aestivum                                                        | Tri a 31                                                                        | Triosefosfate-isomerase                                                         |                                                                                 |
| Grano, Triticum aestivum                                                        | Tri a 32                                                                        | 1-cys-perossiredossina                                                          |                                                                                 |
| Grano, Triticum aestivum                                                        | Tri a 33                                                                        | Serpina                                                                         |                                                                                 |
| Grano, Triticum aestivum                                                        | Tri a 34                                                                        | Gliceraldeide-3-fosfate-deidrogenasi                                            |                                                                                 |
| Grano, Triticum aestivum                                                        | Tri a 35                                                                        | Deidrina                                                                        |                                                                                 |
| Grano, Triticum aestivum                                                        | Tri a 36                                                                        | Glutenina basso peso molecolare GluB3-23                                        | 40                                                                              |
| Grano, Triticum aestivum                                                        | Tri a 37                                                                        | alfa purotionina                                                                | 12                                                                              |
| Grano, Triticum aestivum                                                        | Tri a 39                                                                        | Serina proteasi inibitore-like proteina                                         |                                                                                 |
| Grano, Triticum aestivum                                                        | Tri a 40                                                                        | 17 proteina solubile cloroformio/metanolo [alfa amilasi inhibitor]              | 15,96                                                                           |
| Grano, Triticum aestivum                                                        | Tri a 41                                                                        | Attivatore del NF-κB 1 ubiquitina ligasi mitocondriale                          |                                                                                 |
| Grano, Triticum aestivum                                                        | Tri a 42                                                                        | ipotetica proteina dal cDNA                                                     |                                                                                 |
| Grano, Triticum aestivum                                                        | Tri a 43                                                                        | ipotetica proteina dal cDNA                                                     |                                                                                 |
| Grano, Triticum aestivum                                                        | Tri a 44                                                                        | precursore PR60 specifico del trasferimento endosperma cellulare                |                                                                                 |
| Grano, Triticum aestivum                                                        | Tri a 45                                                                        | Fattore di elongazione 1 (EIF1)                                                 |                                                                                 |
| Soia, Glycine max                                                               | Gly m 1                                                                         | proteina idrofobica dalla soia                                                  | 7                                                                               |
| Soia, Glycine max                                                               | Gly m 2                                                                         | Defensina                                                                       | 8                                                                               |
| Soia, Glycine max                                                               | Gly m 3                                                                         | Profilina                                                                       | 14                                                                              |
| Soia, Glycine max                                                               | Gly m 4                                                                         | proteina patogenesi relativa , PR-10, membro della famiglia Bet v 1             | 17                                                                              |
| Soia, Glycine max                                                               | Gly m 5                                                                         | Beta-conGlicinina (vicilina, 7S globulina)                                      |                                                                                 |
| Soia, Glycine max                                                               | Gly m 6                                                                         | Glicinina (legumina, 11S globulina)                                             |                                                                                 |
| Soia, Glycine max                                                               | Gly m 7                                                                         | proteina biotinilata ai semi                                                    | 76,2                                                                            |
| Soia, Glycine max                                                               | Gly m 8                                                                         | 2S albumina                                                                     |                                                                                 |

## Rischio allergico degli alimenti OGM
Documenti OMS e EFSA in modo non conclusivo, indicano negli alimenti OGM un possibile rischio di allergia alimentare per la presenza di possibili proteine modificate. Queste nuove proteine possono sia sensibilizzare de novo, in particolare chi è predisposto geneticamente (cioè individui atopici) sia suscitare una reazione allergica crociata nei soggetti già sensibilizzati ad un'altra proteina. La maggiore esposizione agli allergeni già presenti nelle colture convenzionali può anche essere una parte del profilo di rischio delle piante geneticamente modificate, infatti la modificazione genetica potrebbe comportare modifiche indesiderate nel pattern di espressione di allergeni endogeni (ad esempio con la sovraespressione di proteine allergeniche endogene naturalmente presenti nelle colture tradizionali).